# Districtul Pho Prathap Chang
Pho Prathap Chang (în thailandeză โพธิ์ประทับช้าง) este un district (Amphoe) din provincia Phichit, Thailanda, cu o populație de 43.684 de locuitori și o suprafață de 378,561 km².

## Componență
Districtul este subdivizat în 7 subdistricte (tambon), care sunt subdivizate în 99 de sate (muban).
| Nr. | Nume              | În thailandeză | Sate | Locuitori |  |
| --- | ----------------- | -------------- | ---- | --------- |  |
| 1.  | Pho Prathap Chang | โพธิ์ประทับช้าง    | 12   | 6,126     |  |
| 2.  | Phai Tha Pho      | ไผ่ท่าโพ         | 12   | 6,241     |  |
| 3.  | Wang Chik         | วังจิก           | 10   | 4,744     |  |
| 4.  | Phai Rop          | ไผ่รอบ          | 18   | 7,795     |  |
| 5.  | Dong Suea Lueang  | ดงเสือเหลือง     | 12   | 5,378     |  |
| 6.  | Noen Sawang       | เนินสว่าง        | 16   | 6,057     |  |
| 7.  | Thung Yai         | ทุ่งใหญ่          | 19   | 7,343     |  |